# Copa América 1999
Navigation
Bolivie 1997 Colombie 2001
La Copa América 1999 est un tournoi de football qui s'est déroulé au Paraguay du 29 juin au 18 juillet 1999 et a été organisé par la CONMEBOL.
Les douze participants sont l'Argentine, la Bolivie, le Brésil, le Chili, la Colombie, l'Équateur, le Paraguay, le Pérou, l'Uruguay et le Venezuela, auquel viennent s'ajouter en tant qu'invités extra-continentaux le Japon et le Mexique.
Le Paraguay est le neuvième pays membre de la CONMEBOL à accueillir le tournoi sur son territoire, tandis que le Japon devient la première nation extérieure au continent américain à participer. L'Uruguay, privé entre autres d'Álvaro Recoba et de Paolo Montero, présente une équipe de jeunes qui surprend en parvenant en finale. L'Argentin Martín Palermo s'illustre en ratant trois penalties contre la Colombie.

## Villes et stades
| Asuncion                                                                               | Asuncion                                      | Ciudad del Este                                                                              |
| -------------------------------------------------------------------------------------- | --------------------------------------------- | -------------------------------------------------------------------------------------------- |
| Estadio Defensores del Chaco Capacité : 45 000                                         | Estadio General Pablo Rojas Capacité : 30 500 | Estadio Antonio Oddone Sarubbi Capacité : 28 000                                             |
|                                                                                        |                                               |                                                                                              |
| Luque                                                                                  | Pedro Juan Caballero                          | \| Pedro Juan · Caballero Asuncion Ciudad · del Este Luque Brésil · Bolivie · Argentine · \| |
| Estadio Feliciano Cáceres Capacité : 26 000                                            | Monumental Río Parapití Capacité : 25 000     | \| Pedro Juan · Caballero Asuncion Ciudad · del Este Luque Brésil · Bolivie · Argentine · \| |
|                                                                                        |                                               | \| Pedro Juan · Caballero Asuncion Ciudad · del Este Luque Brésil · Bolivie · Argentine · \| |
| Pedro Juan · Caballero Asuncion Ciudad · del Este Luque Brésil · Bolivie · Argentine · |                                               |                                                                                              |

## Premier tour

### Groupe A
| Classement final |          |     |   |   |   |   |    |    |      |
|                  | Équipe   | Pts | J | G | N | P | BP | BC | Diff |
| 1                | Paraguay | 7   | 3 | 2 | 1 | 0 | 5  | 0  | +5   |
| 2                | Pérou    | 6   | 3 | 2 | 0 | 1 | 4  | 3  | +1   |
| 3                | Bolivie  | 2   | 3 | 0 | 2 | 1 | 1  | 2  | -1   |
| 4                | Japon    | 1   | 3 | 0 | 1 | 2 | 3  | 8  | -5   |

| 29 juin   | Paraguay | 0 | 0 | Bolivie |
| 29 juin   | Pérou    | 3 | 2 | Japon   |
| 2 juillet | Paraguay | 4 | 0 | Japon   |
| 2 juillet | Pérou    | 1 | 0 | Bolivie |
| 5 juillet | Bolivie  | 1 | 1 | Japon   |
| 5 juillet | Paraguay | 1 | 0 | Pérou   |

| 29 juin 1999 | Paraguay | 0 – 0   | Bolivie | Estadio Defensores del Chaco (Asuncion)               |                                                       |
|              |          | (0 - 0) |         | Spectateurs : 42 000 Arbitrage : Mario Sánchez Yantén | Spectateurs : 42 000 Arbitrage : Mario Sánchez Yantén |

| 29 juin 1999 | Pérou                      | 3 – 2   | Japon                | Estadio Defensores del Chaco (Asuncion)       |                                               |
|              | Soto 70e · Holsen 74e, 81e | (1 - 0) | Lopes 6e · Miura 77e | Spectateurs : 45 000 Arbitrage : Byron Moreno | Spectateurs : 45 000 Arbitrage : Byron Moreno |

| 2 juillet 1999 | Paraguay                               | 4 – 0   | Japon | Estadio Defensores del Chaco (Asuncion)           |                                                   |
|                | Benítez 18e, 62e · Santa Cruz 40e, 86e | (2 - 0) |       | Spectateurs : 40 000 Arbitrage : Benito Archundia | Spectateurs : 40 000 Arbitrage : Benito Archundia |

| 2 juillet 1999 | Pérou                   | 1 – 0   | Bolivie | Estadio Defensores del Chaco (Asuncion)         |                                                 |
|                | Zúñiga 87e · Zúñiga 90e | (0 - 0) |         | Spectateurs : 30 000 Arbitrage : Luis Solórzano | Spectateurs : 30 000 Arbitrage : Luis Solórzano |

| 5 juillet 1999 | Bolivie                         | 1 – 1   | Japon                        | Monumental Río Parapití (Pedro Juan Caballero) |                                               |
|                | E. Sanchez 52e · O. Sánchez 44e | (0 - 0) | Lopes 75e (pen.) · Ihara 82e | Spectateurs : 20 000 Arbitrage : Byron Moreno  | Spectateurs : 20 000 Arbitrage : Byron Moreno |

| 5 juillet 1999 | Paraguay       | 1 – 0   | Pérou | Monumental Río Parapití (Pedro Juan Caballero) |                                             |
|                | Santa Cruz 88e | (0 - 0) |       | Spectateurs : 20 000 Arbitrage : Óscar Ruiz    | Spectateurs : 20 000 Arbitrage : Óscar Ruiz |

### Groupe B
| Classement final |           |     |   |   |   |   |    |    |      |
|                  | Équipe    | Pts | J | G | N | P | BP | BC | Diff |
| 1                | Brésil    | 9   | 3 | 3 | 0 | 0 | 10 | 1  | +9   |
| 2                | Mexique   | 6   | 3 | 2 | 0 | 1 | 5  | 3  | +2   |
| 3                | Chili     | 3   | 3 | 1 | 0 | 2 | 3  | 2  | +1   |
| 4                | Venezuela | 0   | 3 | 0 | 0 | 3 | 1  | 13 | -12  |

| 30 juin   | Brésil  | 7 | 0 | Venezuela |
| 30 juin   | Mexique | 1 | 0 | Chili     |
| 3 juillet | Brésil  | 2 | 1 | Mexique   |
| 3 juillet | Chili   | 3 | 0 | Venezuela |
| 6 juillet | Brésil  | 1 | 0 | Chili     |
| 6 juillet | Mexique | 3 | 1 | Venezuela |

| 30 juin 1999 | Brésil                                                                           | 7 – 0   | Venezuela | Estadio Antonio Oddone Sarubbi (Ciudad del Este) |                                                  |
|              | Ronaldo 28e, 62e · Emerson 40e · Amoroso 54e, 81e · Ronaldinho 74e · Rivaldo 82e | (2 - 0) |           | Spectateurs : 20 000 Arbitrage : Bonifacio Núñez | Spectateurs : 20 000 Arbitrage : Bonifacio Núñez |

| 30 juin 1999 | Mexique       | 1 – 0   | Chili | Estadio Antonio Oddone Sarubbi (Ciudad del Este)  |                                                   |
|              | Hernández 59e | (0 - 0) |       | Spectateurs : 20 000 Arbitrage : Horacio Elizondo | Spectateurs : 20 000 Arbitrage : Horacio Elizondo |

| 3 juillet 1999 | Brésil                 | 2 – 1   | Mexique      | Estadio Antonio Oddone Sarubbi (Ciudad del Este) |                                                 |
|                | Amoroso 20e · Alex 45e | (2 - 0) | Terrazas 74e | Spectateurs : 25 000 Arbitrage : Gustavo Mendez  | Spectateurs : 25 000 Arbitrage : Gustavo Mendez |

| 3 juillet 1999 | Chili                                                                  | 3 – 0   | Venezuela   | Estadio Antonio Oddone Sarubbi (Ciudad del Este) |                                            |
|                | Zamorano 5e · Estay 21e · Tortolero 66e (csc) · Vargas 39e · Salas 69e | (2 - 0) | Álvarez 18e | Spectateurs : 14 000 Arbitrage : Juan Luna       | Spectateurs : 14 000 Arbitrage : Juan Luna |

| 6 juillet 1999 | Brésil             | 1 – 0,  | Chili | Estadio Antonio Oddone Sarubbi (Ciudad del Este)  |                                                   |
|                | Ronaldo 36e (pen.) | (1 - 0) |       | Spectateurs : 10 000 Arbitrage : Horacio Elizondo | Spectateurs : 10 000 Arbitrage : Horacio Elizondo |

| 6 juillet 1999 | Mexique                                   | 3 – 1   | Venezuela    | Estadio Antonio Oddone Sarubbi (Ciudad del Este) |                                                 |
|                | Blanco 21e, 39e · Osorno 29e · Blanco 84e | (3 - 0) | Urdaneta 72e | Spectateurs : 5 000 Arbitrage : Bonifacio Núñez  | Spectateurs : 5 000 Arbitrage : Bonifacio Núñez |

### Groupe C
| Classement final |           |     |   |   |   |   |    |    |      |
|                  | Équipe    | Pts | J | G | N | P | BP | BC | Diff |
| 1                | Colombie  | 9   | 3 | 3 | 0 | 0 | 6  | 1  | +5   |
| 2                | Argentine | 6   | 3 | 2 | 0 | 1 | 5  | 4  | +1   |
| 3                | Uruguay   | 3   | 3 | 1 | 0 | 2 | 2  | 4  | -2   |
| 4                | Équateur  | 0   | 3 | 0 | 0 | 3 | 3  | 7  | -4   |

| 1er juillet | Argentine | 3 | 1 | Équateur  |
| 1er juillet | Colombie  | 1 | 0 | Uruguay   |
| 4 juillet   | Colombie  | 3 | 0 | Argentine |
| 4 juillet   | Uruguay   | 2 | 1 | Équateur  |
| 7 juillet   | Argentine | 2 | 0 | Uruguay   |
| 7 juillet   | Colombie  | 2 | 1 | Équateur  |

| 1er juillet 1999 | Argentine                      | 3 – 1   | Équateur     | Estadio Feliciano Cáceres (Luque)                 |                                                   |
|                  | Simeone 12e · Palermo 55e, 61e | (1 - 0) | Kaviedes 77e | Spectateurs : 20 000 Arbitrage : Gilberto Hidalgo | Spectateurs : 20 000 Arbitrage : Gilberto Hidalgo |

| 1er juillet 1999 | Colombie    | 1 – 0   | Uruguay                    | Estadio Feliciano Cáceres (Luque)                        |                                                          |
|                  | Bonilla 20e | (1 - 0) | López 67e · Magallanes 90e | Spectateurs : 3 000 Arbitrage : Wilson de Souza Mendonça | Spectateurs : 3 000 Arbitrage : Wilson de Souza Mendonça |

| 4 juillet 1999 | Colombie                                     | 3 – 0,  | Argentine   | Estadio Feliciano Cáceres (Luque)              |                                                |
|                | Córdoba 10e (pen.) · Congo 79e · Montaño 87e | (1 - 0) | Zanetti 69e | Spectateurs : 18 000 Arbitrage : Ubaldo Aquino | Spectateurs : 18 000 Arbitrage : Ubaldo Aquino |

| 4 juillet 1999 | Uruguay           | 2 – 1   | Équateur     | Estadio Feliciano Cáceres (Luque)                     |                                                       |
|                | Zalayeta 72e, 74e | (0 - 0) | Kaviedes 78e | Spectateurs : 18 000 Arbitrage : Mario Sánchez Yantén | Spectateurs : 18 000 Arbitrage : Mario Sánchez Yantén |

| 7 juillet 1999 | Argentine                                   | 2 – 0   | Uruguay | Estadio Feliciano Cáceres (Luque)                 |                                                   |
|                | Kily González 1re · Palermo 56e · Vivas 73e | (1 - 0) |         | Spectateurs : 20 000 Arbitrage : Gilberto Hidalgo | Spectateurs : 20 000 Arbitrage : Gilberto Hidalgo |

| 7 juillet 1999 | Colombie                  | 2 – 1   | Équateur     | Estadio Feliciano Cáceres (Luque)                |                                                  |
|                | Morantes 37e · Ricard 39e | (2 - 0) | Graziani 50e | Spectateurs : 20 000 Arbitrage : Masayoshi Okada | Spectateurs : 20 000 Arbitrage : Masayoshi Okada |

## Quarts de finale
| 10 juillet 1999 | Mexique                                 | 3 – 3 a.p. | Pérou                                 | Estadio Defensores del Chaco (Asuncion)                   |                                                           |
| | Hernández 28e, 33e (pen.) · Torrado 87e | (2 - 3) | Palacios 6e · Pereda 15e · Solano 40e | Spectateurs : 45 000 Arbitrage : Wilson de Souza Mendonça | Spectateurs : 45 000 Arbitrage : Wilson de Souza Mendonça |
| · Suárez · Terrazas · García · Zepeda | Tirs au but 4 - 2                       | · Solano · Jorge Soto · José Soto · Reynoso ·                                                                                                |                                       | Spectateurs : 45 000 Arbitrage : Wilson de Souza Mendonça | Spectateurs : 45 000 Arbitrage : Wilson de Souza Mendonça |
| Campos - Ramírez, Márquez, Suárez, Sánchez ( 68e García) - Torrado, Carmona, García Aspe ( 47e Osorno), Zepeda - Hernández, Palencia ( 88e Terrazas) | Équipes                                 | Ibáñez - Soto, Reynoso, Rebosio, Jorge Soto - Jayo, Pereda, Solano, Palacios ( 25e Zúñiga ( 66e Ciurlizza)) - Holsen, Maestri ( 79e Pizarro) |                                       | Spectateurs : 45 000 Arbitrage : Wilson de Souza Mendonça | Spectateurs : 45 000 Arbitrage : Wilson de Souza Mendonça |

| 10 juillet 1999 | Uruguay           | 1 – 1 a.p. | Paraguay    | Estadio Defensores del Chaco (Asuncion)     |                                             |
| | Zalayeta 65e      | (0 - 1) | Benítez 15e | Spectateurs : 45 000 Arbitrage : Óscar Ruiz | Spectateurs : 45 000 Arbitrage : Óscar Ruiz |
| · Fleurquín · Guigou · Alonso · Zalayeta · Magallanes                                                                                         | Tirs au but 5 - 3 | · Acuña · Gamarra · Enciso · Benítez ·                                                                                             |             | Spectateurs : 45 000 Arbitrage : Óscar Ruiz | Spectateurs : 45 000 Arbitrage : Óscar Ruiz |
| Carini - Del Campo, Picún, Lembo ( 89e López), Bergara ( 62e Guigou) - Coelho, Fleurquín, García], Magallanes - Alvez ( 57e Alonso), Zalayeta | Équipes           | Tavarelli - Arce, Gamarra, Caniza, Toledo - Enciso, Paredes, Acuña, Alvarenga ( 67e Ovelar) - Benítez, Santa Cruz ( 76e Caballero) |             | Spectateurs : 45 000 Arbitrage : Óscar Ruiz | Spectateurs : 45 000 Arbitrage : Óscar Ruiz |

| 11 juillet 1999 | Chili                         | 3 – 2 | Colombie                | Estadio Feliciano Cáceres (Luque)                |                                                  |
| | Reyes 25e, 50e · Zamorano 65e | (1 - 2) | Bolaño 7e · Bonilla 35e | Spectateurs : 3 000 Arbitrage : Benito Archundia | Spectateurs : 3 000 Arbitrage : Benito Archundia |
| Marcelo Ramírez - Palacios, Reyes, Miguel Ramírez, Vargas - Aros, Acuña, Estay ( 80e Cartes), Sierra ( 65e Pizarro) - Zamorano, González ( 86e Núñez) | Équipes                       | Calero - Quintana, Córdoba, Bermúdez, Cortés - Bolaño ( 46e Ramírez), Grisales ( 70e Morantes), Lozano, Betancourth - Ricard ( 61e Congo), Bonilla |                         | Spectateurs : 3 000 Arbitrage : Benito Archundia | Spectateurs : 3 000 Arbitrage : Benito Archundia |

| 11 juillet 1999 | Brésil                    | 2 – 1 | Argentine | Estadio Antonio Oddone Sarubbi (Ciudad del Este) |                                                 |
| | Rivaldo 32e · Ronaldo 48e | (1 - 1) | Sorín 10e | Spectateurs : 26 000 Arbitrage : Gustavo Mendez  | Spectateurs : 26 000 Arbitrage : Gustavo Mendez |
| Dida - Cafu, João Carlos, Antônio Carlos, Roberto Carlos - Emerson, Flávio Conceição, Zé Roberto ( 73e Beto), Rivaldo - Amoroso ( 81e Christian), Ronaldo | Équipes                   | Burgos - Pocchettino, Ayala, Samuel, Sorín ( 69e López) - Zanetti, Simeone ( 69e Cagna), Riquelme, Ortega - Palermo, Kily González |           | Spectateurs : 26 000 Arbitrage : Gustavo Mendez  | Spectateurs : 26 000 Arbitrage : Gustavo Mendez |

## Demi-finales
| 13 juillet 1999 | Uruguay           | 1 – 1 a.p. | Chili        | Estadio Defensores del Chaco (Asuncion)       |                                               |
| | Lembo 22e         | (1 - 0) | Zamorano 73e | Spectateurs : 7 000 Arbitrage : Ubaldo Aquino | Spectateurs : 7 000 Arbitrage : Ubaldo Aquino |
| · Del Campo · Guigou · Alonso · Zalayeta · Magallanes                                                                                           | Tirs au but 5 - 3 | · Vargas · Aros · Pizarro · Reyes · |              | Spectateurs : 7 000 Arbitrage : Ubaldo Aquino | Spectateurs : 7 000 Arbitrage : Ubaldo Aquino |
| Carini - Del Campo, Picún, Lembo, Bergara ( 81e Callejas) - Coelho, Fleurquín ( 65e Guigou), García, Magallanes - Alvez ( 53e Alonso), Zalayeta | Équipes           | Marcelo Ramírez - Palacios, Reyes, Miguel Ramírez, Vargas - Aros, Acuña, Estay, Sierra ( 73e Pizarro) - Zamorano ( 89e González), Salas |              | Spectateurs : 7 000 Arbitrage : Ubaldo Aquino | Spectateurs : 7 000 Arbitrage : Ubaldo Aquino |

| 14 juillet 1999 | Brésil                    | 2 – 0 | Mexique | Estadio Antonio Oddone Sarubbi (Ciudad del Este) |                                               |
| | Amoroso 24e · Rivaldo 42e | (2 - 0) |         | Spectateurs : 10 000 Arbitrage : Byron Moreno    | Spectateurs : 10 000 Arbitrage : Byron Moreno |
| Dida - Cafu, João Carlos, Antônio Carlos, Roberto Carlos - Emerson, Flávio Conceição ( 78e Beto), Zé Roberto, Rivaldo - Amoroso ( 80e Alex), Ronaldo ( 75e Ronaldinho) | Équipes                   | Campos - Pardo, Márquez, Suárez, Carmona - Torrado, Terrazas ( 46e Ramírez), Palencia ( 54e Osorno), Zepeda - Hernández, Blanco |         | Spectateurs : 10 000 Arbitrage : Byron Moreno    | Spectateurs : 10 000 Arbitrage : Byron Moreno |

## Match pour la troisième place
| 17 juillet 1999 | Mexique                   | 2 – 1 | Chili        | Estadio Defensores del Chaco (Asuncion)          |                                                  |
| | Palencia 26e · Zepeda 87e | (1 - 0) | Palacios 81e | Spectateurs : 4 000 Arbitrage : Horacio Elizondo | Spectateurs : 4 000 Arbitrage : Horacio Elizondo |
| Campos - Ramírez, Márquez, Suárez, Carmona - Torrado, García ( 61e García Aspe), Palencia ( 66e Terrazas), Zepeda - Hernández, Blanco ( 85e Pardo) | Équipes                   | Marcelo Ramírez - Palacios, Reyes, Miguel Ramírez ( 37e Contreras), Vargas ( 61e Valencia) - Aros, Acuña, Estay, Sierra - Zamorano, González ( 61e Núñez) |              | Spectateurs : 4 000 Arbitrage : Horacio Elizondo | Spectateurs : 4 000 Arbitrage : Horacio Elizondo |

## Finale
| 18 juillet 1999 | Brésil                         | 3 – 0 | Uruguay | Estadio Defensores del Chaco (Asuncion)     |                                             |
| | Rivaldo 20e, 27e · Ronaldo 46e | (2 - 0) |         | Spectateurs : 30 000 Arbitrage : Óscar Ruiz | Spectateurs : 30 000 Arbitrage : Óscar Ruiz |
| Dida - Cafu, João Carlos, Antônio Carlos, Roberto Carlos - Emerson, Flávio Conceição, Zé Roberto, Rivaldo - Amoroso, Ronaldo Entraîneur : Vanderlei Luxemburgo | Équipes                        | Carini - Del Campo, Picún, Lembo, Bergara ( 74e Guigou) - Coelho ( 56e Alvez), Fleurquín, Vespa ( 46e Pacheco), Callejas - Magallanes, Zalayeta · Entraîneur : Víctor Púa |         | Spectateurs : 30 000 Arbitrage : Óscar Ruiz | Spectateurs : 30 000 Arbitrage : Óscar Ruiz |

| Copa América 1999 - Vainqueur Brésil 6e titre |

## Meilleurs buteurs
5 buts
- Rivaldo
- Ronaldo

4 buts
- Amoroso

3 buts
- Martín Palermo
- Iván Zamorano
- Luis Hernández
- Miguel Ángel Benítez
- Roque Santa Cruz
- Marcelo Zalayeta